# Condado de Los Ángeles
El condado de Los Ángeles (en inglés: Los Angeles County) es el condado más poblado de los Estados Unidos. Supera en población a 41 estados del país de acuerdo con las estimaciones del año 2018. Cuenta con 88 ciudades incorporadas y varias zonas desincorporadas. Con 10 570 km², es más extenso que los estados de Delaware y Rhode Island juntos. En el condado vive más de un cuarto de la población total del estado de California. La capital del condado, la ciudad de Los Ángeles, es la más poblada del mismo, con casi cuatro millones de habitantes.

## Historia
El condado de Los Ángeles es uno de los condados originales de California, creado al mismo tiempo que el estado fue admitido en la unión americana, en 1850. El condado incluía originalmente partes de lo que hoy son los condados de Kern, San Bernardino, Riverside y Orange. Con el incremento de la población, algunas secciones fueron separadas para organizar los condados de San Bernardino en 1853, Kern en 1866 y Orange en 1889.

## Geografía
Según la Oficina del Censo, el condado tiene un área total de 12 307.6 km², de la cual 10 517.9 km² es tierra y 1789.7 km² (14.55%) es agua.
El Área Metropolitana de Los Ángeles desborda al propio condado y se extiende también por los vecinos de Orange, San Bernardino, Riverside y Ventura.

### Condados adyacentes
| Los Ángeles Condado de Ventura Condado de Kern Condado de San Bernardino Condado de Orange Océano Pacífico |

### Divisiones del condado
- Este: Eastside, Valle de San Gabriel, Valle Pomona
- Oeste: Westside, Beach Cities
- Sur: South Bay, South Los Ángeles, Palos Verdes Peninsula, Gateway Cities
- Norte: Valle de San Fernando, partes del Valle Antelope y el Valle Santa Clarita
- Central: Centro de Los Ángeles, Mid-Wilshire

### Localidades

#### Ciudades
Hay 88 ciudades incorporadas en el condado de Los Ángeles. Las más pobladas son las siguientes:

| - 1. Los Ángeles 4 065 585 - 2. Long Beach 492 682 - 3. Glendale 207 303 - 4. Santa Clarita 177 150 - 5. Pomona 163 408 | - 6. Palmdale 151 346 - 7. Pasadena 150 185 - 8. Torrance 149 111 - 9. Lancaster 145 074 - 10. El Monte 126 308 | - 11. Inglewood 118 868 - 12. Downey 113 469 - 13. West Covina 112 648 - 14. Norwalk 109 567 - 15. Burbank 108 082 |

#### Lugares designados por el censo
Véase también: Lugares designados por el censo en el condado de Los Ángeles.
| - Acton - Alondra Park - Altadena - Avocado Heights - Charter Oak - Citrus - Del Aire - Desert View Highlands - East Compton - East La Mirada | - Este de Los Ángeles - East Pasadena - East San Gabriel - East Rancho Dominguez - Elizabeth Lake - Florence-Graham - Hacienda Heights - Hasley Canyon - La Crescenta-Montrose - Ladera Heights - Lake Los Ángeles - Lennox - Littlerock | - Marina del Rey - Mayflower Village - North El Monte - Quartz Hill - Rose Hills - Rowland Heights - San Pasqual - South San Gabriel - South San Jose Hills - South Monrovia Island - South Whittier - Stevenson Ranch - Sun Village - Topanga - Val Verde - Valinda | - View Park-Windsor Hills - Vincent - Walnut Park - West Athens - West Carson - West Compton - West Rancho Dominguez - West Puente Valley - West Whittier-Los Nietos - Westmont - Willowbrook |

#### Comunidades no incorporadas
| - Agoura - Agua Dulce - Antelope Acres - Athens - Bassett - Big Mountain Ridge - Big Pines | - Big Rock - Bouquet Canyon - Castaic - Castaic Junction - Del Sur - Del Valle - Five Points | - Gorman - Green Valley - Juniper Hills - Lake Hughes - Leona Valley - Llano - Pearblossom | - Kinneloa Mesa - Two Harbors - Valyermo |

Véase: Almanaque de Los Ángeles: Áreas y comunidades no incorporadas del condado de Los Ángeles
Véase también: Barrios y regiones de Los Ángeles.

## Demografía
Tiene una población de 9 818 605 en el Censo de 2010. La composición racial del condado era de 4 936 599 (50%) de blancos; 1 346 865 (13.7%) de asiáticos; 856 874 (9%) afroamericanos; 72 828 (0.7%) nativos americanos; 26 094 (0.3%) isleños del Pacífico; 2 140 632 (21.8%) de otras razas y 438 713 (4.5%) de dos o más razas.
Los blancos no hispanos cuentan con 2 728 321 (28%) de la población. Los hispanos o latinos residentes de cualquier raza numeraban 4 687 889 (48%); 36% de la población del condado era de origen mexicano; 3.7% salvadoreño y 2.2% guatemalteco.
El condado tiene una gran cantidad de asiáticos, siendo el condado la mayor concentración de emigrantes de origen birmano, camboyano, chino, filipino, hindú, indonesio, coreano, ceilandés, taiwanés y tailandés del mundo.
La renta per cápita promedia en 2008 del condado era de $55 192, y el ingreso promedio para una familia era de $61 859. En 2000 los hombres tenían un ingreso per cápita de $36 299 versus $30 981 para las mujeres. El ingreso per cápita para el condado era de $27 264 y el 17.9% de la población estaba bajo el umbral de pobreza nacional.

## Transporte

### Carreteras principales
| - Interestatal 5 - Interestatal 105 - Interestatal 405 - Interestatal 605 - Interestatal 10 - Interestatal 110 - Interestatal 210 - Interestatal 710 - U.S. Route 101 | - Ruta Estatal 1 - Ruta Estatal 2 - Ruta Estatal 14 - Ruta Estatal 18 - Ruta Estatal 19 - Ruta Estatal 39 - Ruta Estatal 47 - Ruta Estatal 57 - Ruta Estatal 60 | - Ruta Estatal 66 - Ruta Estatal 71 - Ruta Estatal 90 - Ruta Estatal 91 - Ruta Estatal 110 - Ruta Estatal 134 - Ruta Estatal 138 - Ruta Estatal 170 - Ruta Estatal 210 |

## Educación
La Biblioteca Pública del Condado de Los Ángeles gestiona bibliotecas públicas.